# Nebria carpathica
Nebria carpathica (лат.) — вид жуков рода Жужелицы-небрии (Nebria) семейства Жужелицы (Carabidae). Впервые описан в 1850 году австрийским естествоиспытателем Э. А. Бельцем.

## Описание, распространение
Эндемик Румынии. Обитает на севере страны в Карпатских горах, предпочитая прохладные или даже холодные места у воды.
Жук коричневого цвета, длина 10—12 мм.